# وادي حسين (تريم)
'

تعديل مصدري - تعديل

وادي حسين هي إحدى قرى عزلة تريم بمديرية تريم التابعة لمحافظة حضرموت، بلغ تعداد سكانها 65 نسمة حسب تعداد اليمن لعام 2004.